# An Essay Concerning Human Understanding
An Essay Concerning Human Understanding  är ett bokverk skriven av filosofen John Locke. 
Verket består av fyra böcker;
- Book I Of Innate Notions
- Book II Of Ideas
- Book III Of Words
- Book IV Of Knowledge and Probability

John Locke hävdar i dessa böcker att all vår kunskap måste härledas från erfarenheten. Han avvisar teorin om medfödda idéer och talade för att själen var en oskriven tavla (på latin: tabula rasa) det vill säga saknar allt innehåll.